# Calliotropis velata
Calliotropis velata is een slakkensoort uit de familie van de Eucyclidae. De wetenschappelijke naam van de soort is voor het eerst geldig gepubliceerd in 2006 door Vilvens.